# Dinosaurios (historieta)
Dinosaurios es una historieta publicada en 1993 del dibujante de cómics español Francisco Ibáñez perteneciente a la serie Mortadelo y Filemón.

## Trayectoria
Última aventura en serializarse en la revista Súper Mortadelo nºs 138 a 142, antes de su desaparición entre 1993 y 1994. Curiosamente se publicó en "Magos del Humor" en noviembre de 1993, antes de empezar a publicarse por capítulos. En 1994 se publicó en el n.º 81 de la Colección Olé.
Ibáñez se inspira en la llamada Dinomanía, vigente en aquellos días en España tras el estreno de Jurassic Park en octubre.

## Sinopsis
El profesor Bacterio ensaya en el museo de paleontología un invento suyo para eliminar a las termitas, y los genes de dinosaurio en el interior de los huevos petrificados reviven.
La banda del Rabadillo roba los huevos y amenaza con soltar a los dinosaurios según vayan naciendo si no se les paga una gran suma de dinero. 
Mortadelo y Filemón deberán eliminar a los dinosaurios que suelten por la ciudad y capturar al Rabadillo y a su banda.

## Comentarios
En la página 42 Filemón menciona que el tiranosaurio solo atacaba cuando veía movimiento, esa misma frase la decía el doctor Alan Grant en la primera película de Parque Jurásico